# Уилсон, Эндрю (кёрлингист)
Э́ндрю Уи́лсон (англ. Andrew Wilson; род. неизвестно) — шотландский кёрлингист.
В составе мужской сборной Шотландии участник и серебряный призёр чемпионата мира 1961. Команда скипа Хью Нельсона, где играл Юилл, участвовала в чемпионате мира после выигрыша ими шотландского клубного чемпионата The Rink Championship в 1960 (до 1962 мужской чемпионат Шотландии не проводился).
Играл на позиции первого.

## Достижения
- Чемпионат мира по кёрлингу среди мужчин: серебро (1961).

## Команды
| Сезон   | Четвёртый   | Третий      | Второй   | Первый       | Турниры |
| ------- | ----------- | ----------- | -------- | ------------ | ------- |
| 1959—60 | Хью Нельсон | Уотсон Юилл | Том Юилл | Эндрю Уилсон | ЧМ 1960 |

(скипы выделены полужирным шрифтом)